# FC Burevestnik Moscú
El FC Burevestnik Moscú (en ruso: Футбольный клуб «Буревестник» Москва) es un equipo de fútbol de Rusia que actualmente se encuentra inactivo. En los años 1930 jugó en la Primera División de la Unión Soviética, la primera categoría de la Unión Soviética.

## Historia
Fue fundado en el año 1924 en la capital Moscú con el nombre Sovtorgservisty y han cambiado de nombre en varias ocasiones:
- 1924 - 1926: Sovtorgservisty
- 1926 – 1935: SKiG Moskwa
- 1936 – 1968: Burevestnik Moskwa
- desde 2001: Burevestnik Moskwa

En 1938 participa por primera y única vez en la Primera División de la Unión Soviética donde termina en último lugar entre 26 equipos, y con esa temporada el club tiene actualmente el récord dentro del fútbol ruso de tener la mayor derrota jugando de local en un partido de primera división (incluyendo la Liga Premier de Rusia) donde perdió 1-9 ante el Dinamo Leningrado.
El club fue desaparecido en 1948 y fue hasta 1997 que fue refundado como equipo aficionado, logrando jugar de 2007 al 2016 en la Segunda División de Rusia, año en el que dejó la liga y desde entonces permanece inactivo.

## Palmarés
- Copa Victoria: 1

2014

## Jugadores

### Jugadores destacados
| - Karl-Herman Adler - Nikolay Alexandrov - Andrey Antropov - Boris Antropov - Boris Baklashev - Karl Bertram - Lev Varentsov - Vladimir Gladky - Igor Gladky - Nikolai Goldberg - Osten Golden - Fedor Goltz - Nikolay Gorelov - Evstafiy Emelyanov - Nikolay Ermakov - Alexey Zharov - Boris Seeberg - Boris Seidel - Vasily Seidel - Vladimir Ivanov - Nikolay Ilyin - Nikolai Kalmykov - Miroslav Kitrich - Ivan Kozhin - Nikolay Korotkov | - Lev Korchebokov - Vladimir Lash - Fedor Lash - Alexander McKibbin - Boris Manin - Alexander Martynov - Vladimir Matrin - Dmitry Matrin - Stanislav Miesger - Andrey Minder - Vladimir Minder - George Minder - Boris Nikolaev - Vasily Pavlov - Alexey Postnov - Konstantin Pustovalov - Herman Push - Fedor Rimsha - Ivan Ripp - Vladimir Savostyanov - Alexander Skorlupkin - Leonid Smirnov - Mikhail Smirnov - Alexander Sosunov - Evgeny Strepikheev | - Ivan Tamantsev - Alexander Tamman - Karl Tamman - Alexey Troitsky - Dmitry Troitsky - Nikolay Troitsky - Sergey Troitsky - Vasily Felgenhauer - Boris Zabel - Mikhail Chaplygin - Fedor Chulkov - Vasily Shishelev - Alfred Schulz - Mikhail Yakushin - Yuri Yankovich |